# Glenea sylvia
Glenea sylvia är en skalbaggsart som beskrevs av Thomson 1879. Glenea sylvia ingår i släktet Glenea och familjen långhorningar.
Artens utbredningsområde är Gabon. Inga underarter finns listade i Catalogue of Life.